# Вятское (Хабаровский край)
Вя́тское (ранее Вятск) — село в Хабаровском районе Хабаровского края России. Входит в состав Елабужского сельского поселения. Население по данным 2011 года — 1893 человека. Расположено на правом берегу реки Амур в 72 км ниже Хабаровска.
В с. Вятском родился руководитель Северной Кореи Ким Чен Ир (1941—2011).

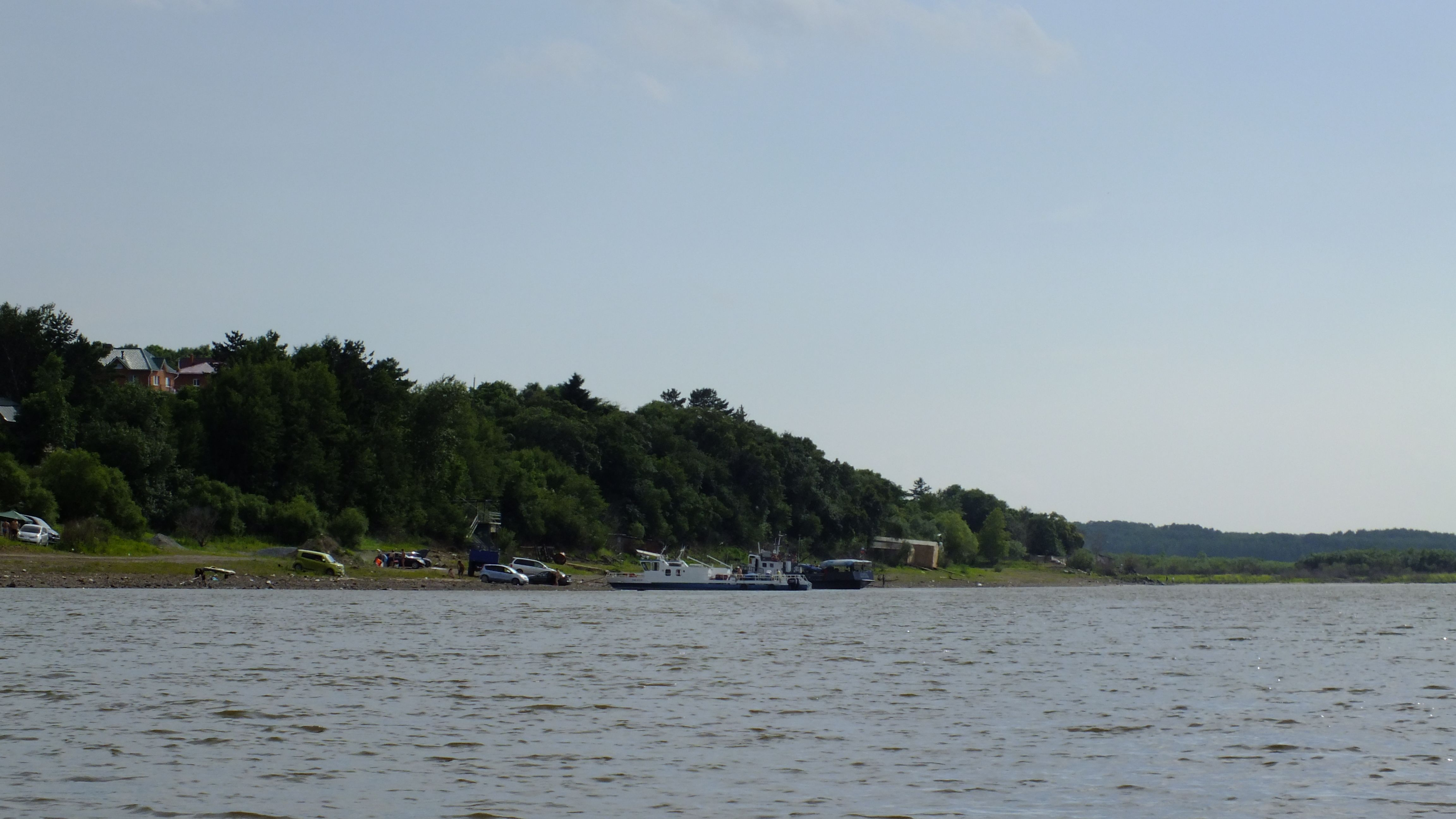
Село Вятское, на берегу Амура

## История
Коренными жителями этих мест были, по-видимому, тунгусо-маньчжурские народы.
Часть Маньчжурии, где ныне располагаются Приморский край и Хабаровский край, отошли к России во времена династии Цин в Китае согласно Пекинскому трактату 1860 года.
Летом 1859 года несколько семей переселенцев из Вятской губернии Котельнического уезда, проплыв 75 вёрст от г. Хабаровска на баржах по реке Амур вниз по течению, высадились на указанном им месте чиновником Переселенческого управления Михаилом Сергеевичем Волконским. В память о своих родных местах поселение было названо Вятское.
Жизнь начиналась в землянках, с продовольствием от казны, расчистка усадьб в сплошной тайге занимала много времени.
За несколько первых лет село вытянулось на четырёх холмах, соединённых между собой тремя деревянными мостами. В 1869 году было уже 17 дворов и 102 жителя.
В 1885 году на общественные средства построили деревянную церковь, покрытую железом, освятили её в честь Покрова Пресвятой Богородицы, и располагалась она на самом высоком месте. В 1887 году при ней была открыта церковно-приходская миссионерская школа, для приведения в православную веру аборигенного населения.
Весной 1891 года село Вятское посетил великий князь Николай Александрович Романов, будущий император Николай II. 30 мая после обеда, на пароходе «Ингода» приплыл он сюда со своей свитой. На околице села со стороны Хабаровска к моменту встречи была построена ажурная деревянная беседка. Для его встречи собрались волостные старшины с хлебом-солью от всего населения Нижнего Амура. Гольдами было устроено состязание в лодочной гребле на оморочках. Рулевые и гребцы, пришедшие первыми, получили из рук цесаревича призовой подарок, но и другие участники гонок были щедро награждены.
1 сентября 1897 года в с. Вятское была открыта почта и при ней сберкасса.
В 1899 году на средства сельского общества выстроено здание церковно-приходской школы. В том же году на миссионерские деньги в наёмном доме открыта Катехизаторская школа с общежитием, где обучались нанайские и корейские дети.
До 1901 года строительство усадеб проводилось без всякого плана, кому где приглянется, и только в этом году было размежёвано 34 участка и составлен план селения. Тогда здесь проживали 154 мужчины и 86 женщин в 25 усадьбах при одной улице в два ряда домов.
В 1903 году были заселены все 34 участка, население увеличилось до 300 человек.
Всего было 195 лошадей и 144 коровы, а два двора имели по 20 лошадей, остальные же от 3 до 10. Два двора имели до полутора десятков коров, а остальные от 3 до 7.
Жители села занимались рыбной ловлей. Только для засолки икры и рыбы ежегодно изготавливалось бочек более 800 штук. В 1907 году было добыто кеты 232 тонны, икры 12 тонн, осетрины 30 тонн, калуги 45 тонн, тайменя 9,5 тонн, осетровой икры 4 тонны.
В 1926 году в селе было 66 дворов, 291 человек жителей — все русские. Рыболовецкая артель «Новатор» объединяла 26 хозяйств. В эти же годы создано отделение районной потребительской кооперации с магазином.
В 30 годы с. Вятское входило в состав Некрасовского района Хабаровского округа. Медицинский пункт и роддом обслуживал 7 сельсоветов (Вятское, Елабуга, Сарапульское, Сикачи-Алян, Малышево, Петропавловка, Русский Катар).
В 1931 году был поставлен вопрос о переводе начальной школы в семилетку. К 1939 году все дети были охвачены начальным всеобучем.
В 1939 году было решено средства самообложения граждан направить на установку радио, к 1952 году в селе имелось около 100 радиоточек.
В 1940 году жители с. Вятское поддержали обращения колхозников сельхозартели «Память партизанской коммуны» о развитии садоводства. Было решено заложить 10 га сада (сливы, груши, яблони) и 1 га ягодников (смородины, малины).
В 1950-е годы в селе развивалось сельское хозяйство. Принимали молоко с подворий, был свой маслозавод.
В годы Великой Отечественной войны из с. Вятское было призвано 153 человека. Не вернулись в родное село, погибло на фронтах, 47 человек.
Участнику Великой Отечественной войны — жителю с. Вятское лётчику-истребителю Владимиру Петровичу Некрасову присвоено звание Героя Советского Союза, награждён 6 орденами и 3 медалями, лично сбил 21 фашистский самолёт, 13 — в группе товарищей, выполнил более 250 боевых заданий. Пришел с войны с тяжелыми ранениями, стал журналистом, написал известную многим книгу «На крыльях Победы», умер в 1993 году.
С 1941 по август 1945 на территории с. Вятское располагалась 88-я объединённая бригада Дальневосточной армии и Объединённых войск против японских захватчиков в северо-восточном регионе Китая и Кореи. По своему предназначению она являлась особой, разведывательно-диверсионной и подчинялась Разведотделу Дальневосточного фронта.
Основная задача бригады — подготовка небольших разведотрядов для работы в тылу японцев. Большинство в бригаде составляли китайцы, около 10 % — корейцы и небольшая часть — коренные малые народы СССР (эвенки, нанайцы, ульчи и другие).
В послевоенное время село продолжало развиваться, колхоз добивался высоких производственных показателей. В 1953 году был собран небывалый урожай груш — 47 тонн.
В 1960 году, после объединения колхозов близлежащих сел в один «Красный маяк» в селе Елабуга, в Вятском осталось отделение этого колхоза, которое существовало до 1996 года. В Вятском была лучшая колхозная пасека — 120 пчелосемей.
В 1960-е годы в селе была закрыта школа, дети обучались в с. Елабуга, жили в интернате.
Отделение связи существовало до 1980 года, клуб до 1993 года.
Новую жизнь в село вдохнуло строительство в 1978 году военного гарнизона (учебного центра инженерных войск), переведённого из ГДР.
В 1985 году вновь открыта средняя школа, детский сад, отделение связи переведено в военный гарнизон.
В с. Вятском родился Ким Чен Ир (1941—2011) — руководитель Северной Кореи. Во время Второй мировой войны вблизи села находился лагерь советской 88-й отдельной стрелковой бригады Дальневосточного фронта, которая состояла из китайских и корейских партизан. Отец Ким Чен Ира, Ким Ир Сен, служил там в звании капитана Красной армии. Однако согласно официальной северокорейской биографии Ким Чен Ир родился в Корее 16 февраля 1941 года в партизанском лагере на горе Пэктусан. Уроженцем села также был Герой Советского Союза В. П. Некрасов (1922—1993).

## Население
| 1869  | 1901 | 1903 | 1926 | 2002  | 2010  | 2011  |
| ----- | ---- | ---- | ---- | ----- | ----- | ----- |
| 102   | ↗240 | ↗300 | ↘291 | ↗1617 | ↗1886 | ↗1893 |
| 2012  | 2021 |      |      |       |       |       |
| ↗1944 | ↘891 |      |      |       |       |       |